# Tabea Waßmuth
Tabea Waßmuth (Giessen, 25 de agosto de 1996) es una futbolista alemana que juega como delantera en el club VfL Wolfsburgo de la Frauen-Bundesliga y en la selección nacional de Alemania.

## Carrera
Hizo su debut profesional para el TSG 1899 Hoffenheim , equipo en el que jugó desde los 12 años, el 4 de septiembre de 2016 contra el Turbine Potsdam en un encuentro de la Bundesliga que perdieron por 3-0.
Waßmuth hizo su debut internacional con Alemania el 22 de septiembre de 2020, comenzando en el partido fuera de casa contra Montenegro en la clasificación para la Eurocopa Femenina de la UEFA 2021, que terminó con una victoria por 3-0.
El 25 de enero de 2021 se confirmó su traspaso al VFL Wolfsburgo, con un contrato hasta 2024.
La temporada 2021-22 fue un buen ciclo para la jugadora, ganando su primer Bundesliga. En la Liga de Campeones Femenina su equipo avanzó hasta semifinales, donde perdieron 5-1 en la ida y anotó gol en la victoria 2-0 en la vuelta contra el FC Barcelona, en un marcador global de 5-3 que culminó en la eliminación de la competencia.

## Estadísticas
| Club                           | Temporada           | Liga                | Liga  | Liga  | Copa  | Copa  | Continental | Continental | Total | Total |
| Club                           | Temporada           | Div.                | Part. | Goles | Part. | Goles | Part.       | Goles       | Part. | Goles |
| ------------------------------ | ------------------- | ------------------- | ----- | ----- | ----- | ----- | ----------- | ----------- | ----- | ----- |
| TSG 1899 Hoffenheim · Alemania | 2016-17             | 1ª                  | 18    | 1     | -     | -     | -           | -           | 18    | 1     |
| TSG 1899 Hoffenheim · Alemania | 2017-18             | 1ª                  | 16    | 3     | -     | -     | -           | -           | 16    | 3     |
| TSG 1899 Hoffenheim · Alemania | 2018-19             | 1ª                  | 21    | 8     | -     | -     | -           | -           | 21    | 8     |
| TSG 1899 Hoffenheim · Alemania | 2019-20             | 1ª                  | 18    | 11    | -     | -     | -           | -           | 18    | 11    |
| TSG 1899 Hoffenheim · Alemania | 2020-21             | 1ª                  | 22    | 5     | -     | -     | -           | -           | 22    | 5     |
| TSG 1899 Hoffenheim · Alemania | Total               | Total               | 95    | 28    | -     | -     | -           | -           | 95    | 28    |
| VFL Wolfsburgo · Alemania      | 2021-22             | 1ª                  | 21    | 13    | -     | -     | 10          | 10          | 31    | 23    |
| VFL Wolfsburgo · Alemania      | 2022-23             | 1ª                  | 17    | 6     | 6     | 1     | 5           | -           | 28    | 7     |
| VFL Wolfsburgo · Alemania      | Total               | Total               | 34    | 19    | 6     | 1     | 15          | 10          | 59    | 30    |
| Total en su carrera            | Total en su carrera | Total en su carrera | 133   | 47    | 6     | 1     | 15          | 10          | 154   | 58    |

### Internacional
Hasta el último partido jugado el 12 de abril de 2022
| Alemania | Alemania | Alemania |
| Año      | Par.     | Gls.     |
| -------- | -------- | -------- |
| 2020     | 2        | 2        |
| 2021     | 11       | 2        |
| 2022     | 2        | 1        |
| Total    | 15       | 5        |

## Palmarés
| Título     | Club           | País     | Año  |
| ---------- | -------------- | -------- | ---- |
| Bundesliga | VFL Wolfsburgo | Alemania | 2022 |